# Anders Munck af Sommernäs

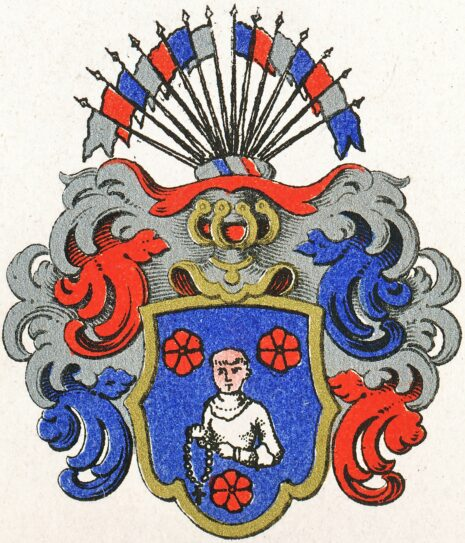
Ätten Muck af Sommernäs vapen.

Anders Munck af Sommernäs, troligen född i Sommarnäs i Sverige och död antingen 1678 eller den 10 juni 1681, var ägare till Palikainen gård i Sommarnäs och svensk överste. Han föddes som förstfödd till kapten Anders Jönsson Munck och Christina Bertilsdotter, dotter till kyrkoherden i Somero.

## Biografi
Anders Munck af Sommernäs anslöt sig till det finska rytteriet som löjtnant år 1634 och tjänstgjorde år 1649 i Österbottens infanteriregemente. Han adlades den 20 augusti 1649. I mars 1655 befordrades Munck af Sommernäs till överstelöjtnant i Österbottens infanteriregemente och fick order att marschera regementet från Österbotten till Narva. Han utnämndes till överste och beordrades som befälhavare för Österbottens infanteriregemente den 12 mars 1657, varefter han ett år senare blev överstelöjtnant för Norrlands regemente och sedan tillträdde som befälhavare för Viborgs östra regemente den 17 juni 1661. Munck af Sommernäs deltog såsom medlem av sekreta utskottet i riksdagen 1660 och var en av bärarna vid Carl X Gustafs begravning.
Anders Munck af Sommernäs lämnade militärtjänsten den 23 oktober 1678 och avled antingen 1678 eller den 10 juni 1681. Han gifte sig första gången med systern till sergeant Witting som tjänstgjorde i Österbottens regemente och andra gången år 1650 med Maria Eleonora von Preen, men paret skildes år 1658. Munck af Sommernäs tredje hustru var Elin Ramsay från år 1659. I det första äktenskapet föddes sonen Lorentz (1640–1660).
Den adliga ätten Munck af Sommernäs, som började med Anders Munck af Sommernäs, fortsatte inte efter grundarens död. Istället härstammar den adliga ätten som nu använder namnet Munck af Fulkila från ättlingar till Anders Munck af Sommernäs bror. Släkten bar namnet Munck af Fulkila på 1700-talet på grund av ett misstag som inträffade i Riddarhuset, där medlemmarna av Munck-släkten från Palikainen gård i Sommarnäs av misstag registrerades som medlemmar av Munck-släkten från Fulkila i Uskela, med vilken denna släkt inte har någon verklig koppling. Namnet Munck af Sommernäs levde kvar i namnet på Sommarnäs församling och senare kommun, som tagits från Anders Munck af Sommernäs adelsnamn.